# Frontiers in Psychology
Frontiers in Psychology (ISSN 1664-1078) is een internationaal collegiaal getoetst wetenschappelijk tijdschrift op het gebied van de psychologie. Het is een open-accesstijdschrift, wat wil zeggen dat de inhoud voor iedereen gratis beschikbaar is, en het wordt alleen online uitgegeven. 
Het tijdschrift wordt uitgegeven door de Zwitserse uitgeverij Frontiers en is onderdeel van een getrapt systeem van tijdschriften: artikelen worden in eerste instantie gepubliceerd in een zeer gespecialiseerd subtijdschrift, en kunnen als ze veel gelezen worden "opstijgen" naar bredere tijdschriften. In dit systeem staat Frontiers in Psychology op de tweede trap.
Het eerste artikel in Frontiers in Psychology verscheen in januari 2010.